# یولجولار (بتلیس)
یولجولار (به ترکی استانبولی: Yolcular) یک منطقهٔ مسکونی در ترکیه است که در بیتلیس واقع شده‌است. یولجولار ۸۱۱ نفر جمعیت دارد.